# El juego de tu vida
El juego de tu vida fue un concurso de televisión emitido por la cadena española Telecinco y presentado por Emma García. Fue estrenado el 2 de abril de 2008 y se reemitió en La Siete.

## Mecánica
Versión española del formato estadounidense The Moment of Truth, versión a su vez del colombiano Nada más que la verdad, se trataba de un programa de preguntas y respuestas.
La particularidad residía en que, divididas en seis fases, el concursante debía responder a hasta 21 preguntas sobre su más estricta intimidad. A través de un polígrafo se determinaba si el concursante había mentido o dicho la verdad. En el primer caso, resultaría eliminado. En el segundo, podría continuar adelante con la prueba.
El mayor premio conseguido por un concursante fue de 100.000 euros.

## Uso de polígrafo
El poligrafista José A. Fernández, que estuvo involucrado en las primeras fases de desarrollo del programa, afirmó a la web formulatv.com  que "El juego de tu vida es un fraude, un engaño al espectador", ya que el polígrafo no se usaba con la praxis adecuada.